# Tanjung Kerang (Sungai Lilin)
Tanjung Kerang is een bestuurslaag in het regentschap Musi Banyuasin van de provincie Zuid-Sumatra, Indonesië. Tanjung Kerang telt 4385 inwoners (volkstelling 2010).